# Museu Picasso (Barcelona)
Het Museu Picasso de Barcelona in Barcelona is een van de drie musea vernoemd naar en gewijd aan de Spaanse kunstschilder Pablo Picasso.
Toen Pablo Picasso veertien jaar was schreef hij zich in bij de Barcelonese Academie voor Schone Kunsten, waar ook de Spaanse surrealist Joan Miró studeerde. Hij kon al van jongs af aan goed tekenen. Hij studeerde ook af in Barcelona en zette hier de eerste voetstappen in de richting van het modernisme van de Moderne kunst.
Het Museu Picasso is een van de meestbezochte attracties van de stad. Het museum is gevestigd in vijf aangrenzende middeleeuwse paleizen in de wijk El Born (het Palau Aguilar, Palau Baró de Castellet, Palau Meca, Casa Mauri en Palau Finestres). Het telt drie verdiepingen en er zijn vijfendertig zalen met werken van Picasso uit de periode 1890-1957. Daaronder zijn veel minder bekende.

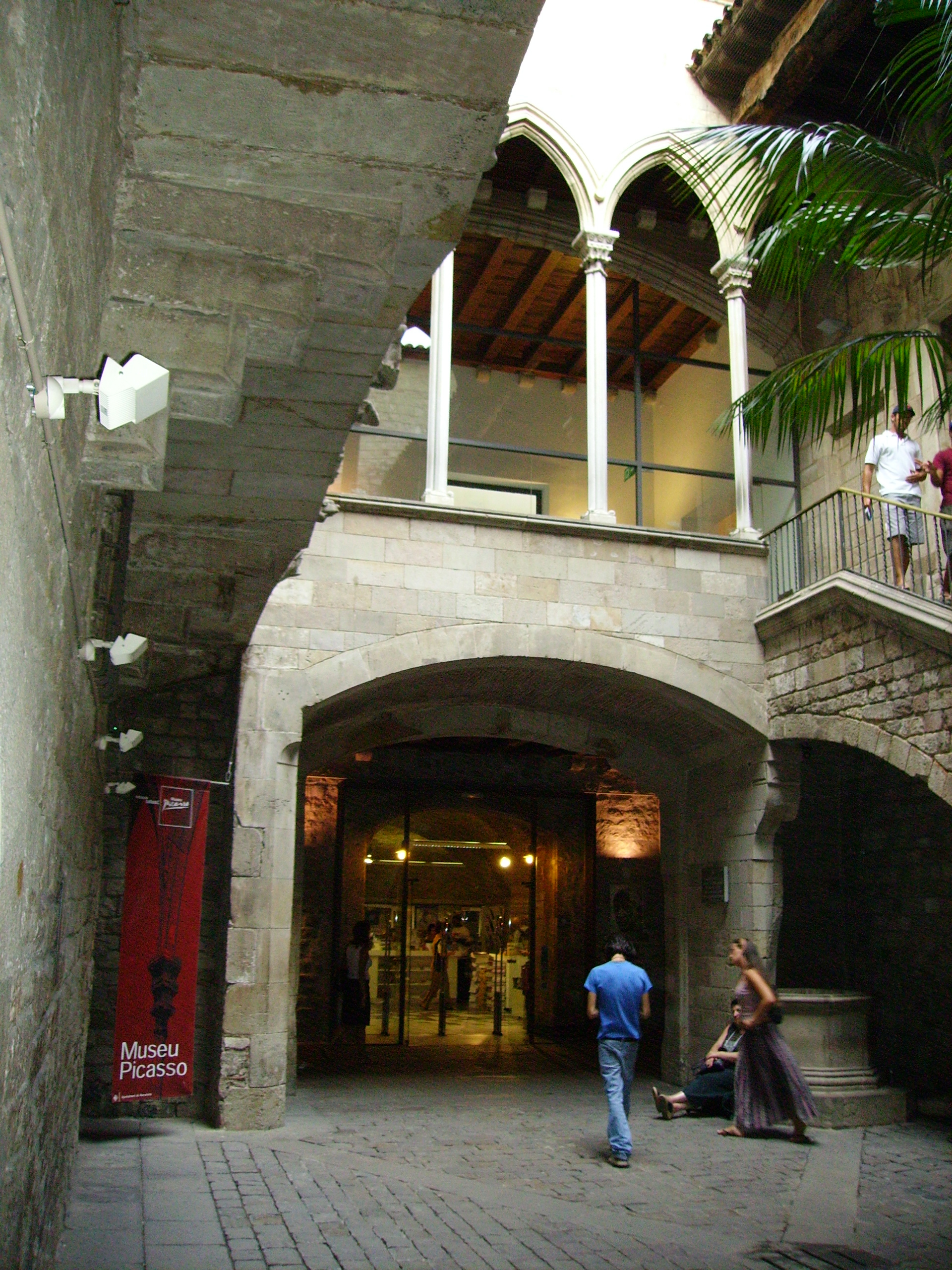
Museu Picasso de Barcelona

Het museum opende oorspronkelijk onder de naam Colección Sabartés. Onder het Francoregime liet men geen museum toe met de naam "Picasso". Jaum Sabartés was een vriend en de persoonlijke secretaresse van Picasso. Hij schonk schilderijen, tekeningen en reproducties die hij van Picasso had gekregen. Sarbatés overleed in 1968. Picasso schonk nadien nog meer werken. Langzaam groeide het bedrijf. Franco bleef echter gekant tegen de kunstschilder. Picasso vluchtte naar Parijs. In het schilderij Guernica (oorlog) uitte Picasso zijn verdriet over de Spaanse Burgeroorlog.

## Collectie
Het museum bezit belangrijke werken uit de jeugdperiode van Picasso. Veel van deze werken zijn gemaakt tussen 1895 en 1904. In deze periode werkte en woonde hij in Barcelona. Bekend is de serie Las Meninas, een vijftigtal werken gebaseerd op het beroemde werk Las Meninas van Velázquez, waarin Picasso een studie maakt van het beroemde werk.
Er worden in het museum ook tijdelijke tentoonstellingen gehouden met wisselende thema's over het leven en werk van Picasso.